# 吳晶晶 (廣播人)
吳晶晶（1960年6月10日－2014年12月8日），臺灣廣播人、作家，在高雄市出生，中華民國十大傑出女青年得主，國立政治大學法律學系畢業，曾任法律工作者，曾任《中央月刊》副總編輯、中國廣播公司出版組組長、中國廣播公司業務部副理、中國廣播公司廣播月刊社總編輯、中國廣播公司文化服務部副理、中國廣播公司公共服務部副理、中國廣播公司夢幻頻道節目《這個夜晚有點酷》主持人、中國廣播公司花蓮廣播電臺臺長，著書《上班開心最重要》、《活出自己》、《人生絲路》、《陽光心事》、《讓法律保護妳：女性不可不知的法律常識》、《為生命找最愛》、《如何讓老闆Say Yes!：上班族成功的50帖妙方》、《職場悠遊卡：辦公室生存50招》（《如何讓老闆Say Yes!：上班族成功的50帖妙方》改版）等。

## 外部連結
- 台灣文學網－吳晶晶（页面存档备份，存于）